# Мирне поле

Ми́рне по́ле — заповідне урочище.
Розташовується в Краматорському районі Донецької області біля села Зелене. Статус заповідного урочища присвоєно рішенням обласної ради № XXII/14-38 від 30 вересня 1997 року. 
Площа — 30,5 га. 
Охороняється ділянка різнотравно-типчаково-ковилового степу із залишками байрачного лісу і чагарників. На території урочища виростає 5 видів рослин, занесених до Червоної книги України і 1 вид із Європейського Червоного списку.